# Kusnezow NK-33

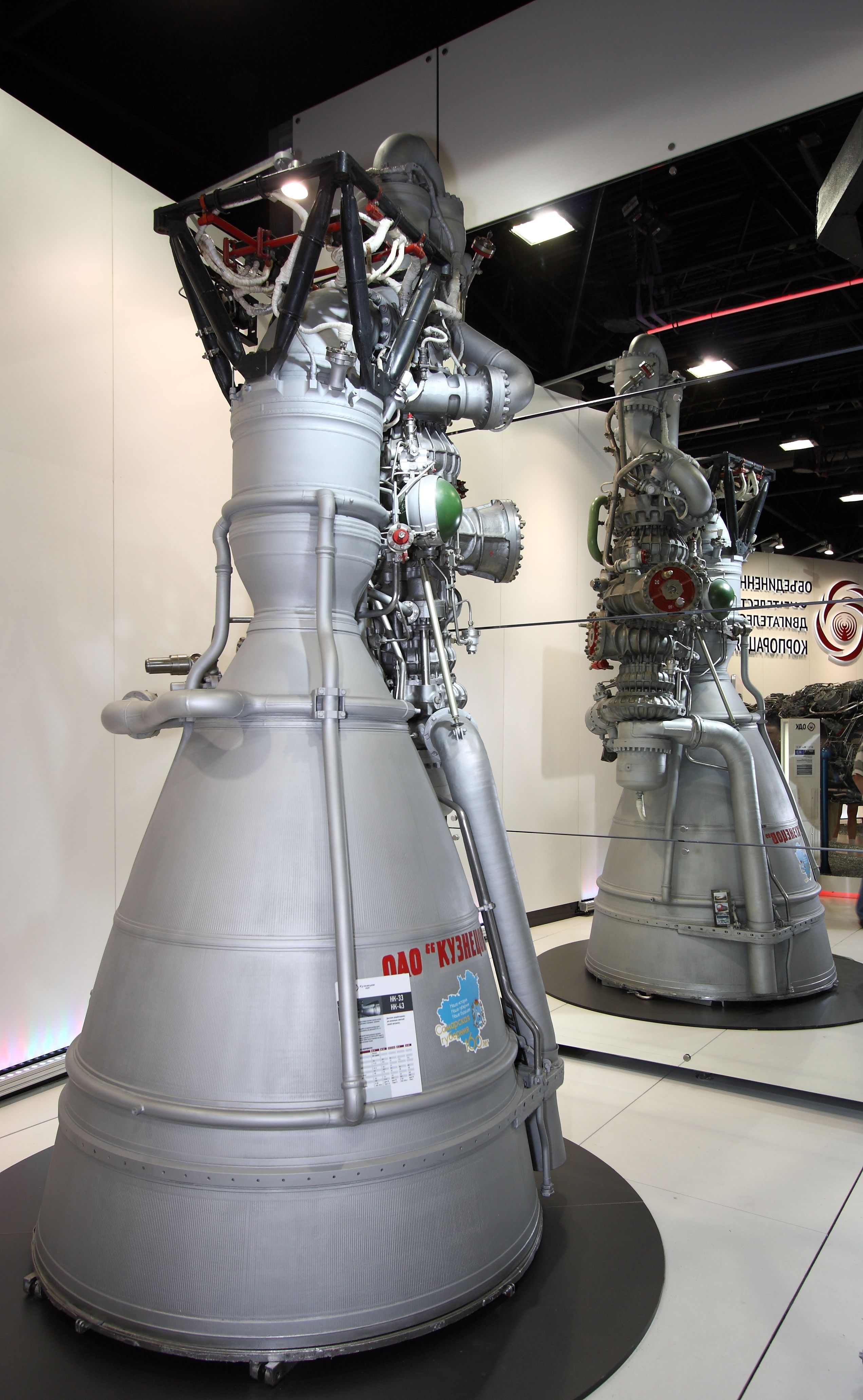
Kusnezow NK-33/43

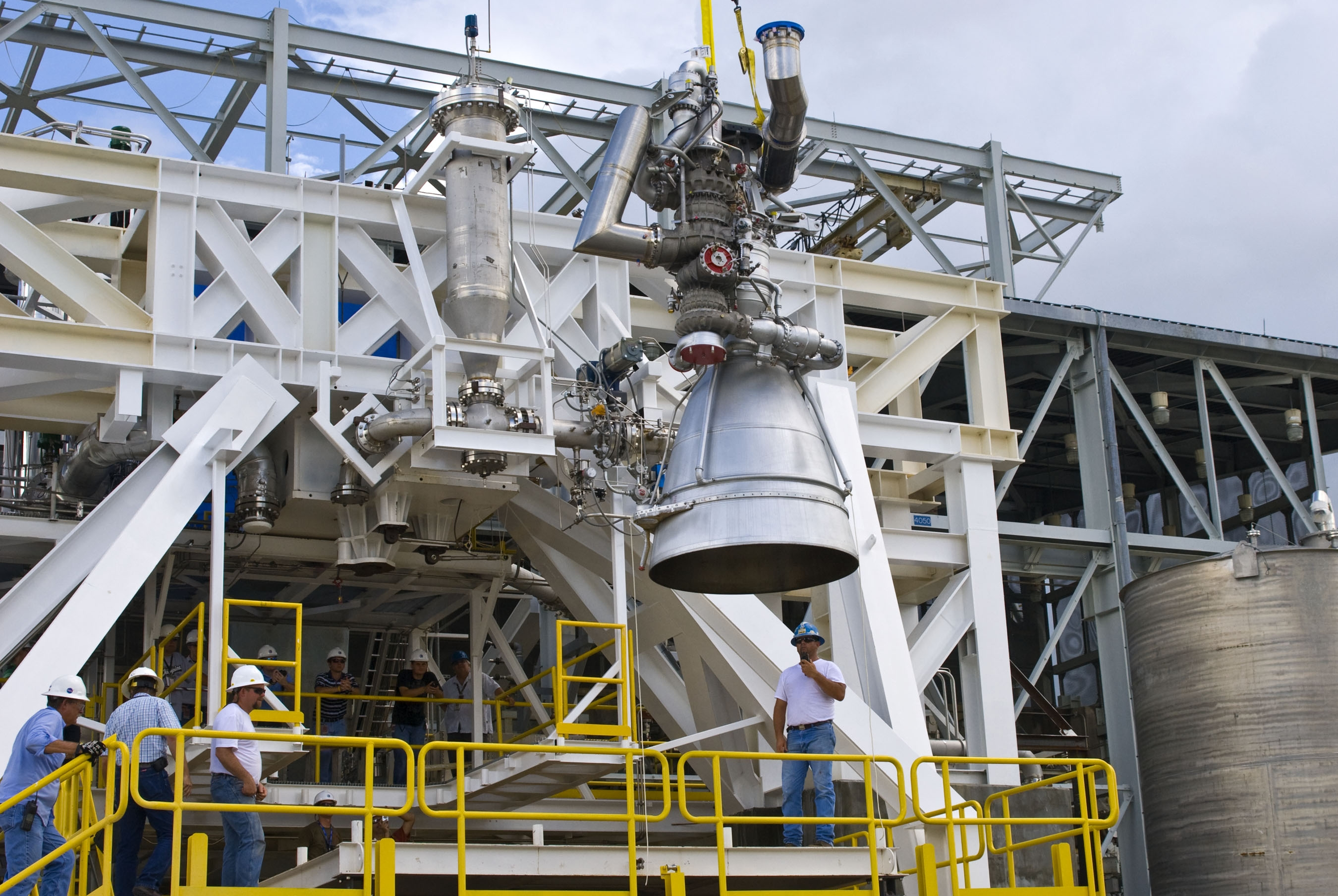
AJ26

Die Kusnezow NK-33 (GRAU-Index: 11D111) und ihre High-Altitude-Variante NK-43 (11D112) waren weitgehend baugleiche sowjetisches Flüssigkeits-Raketentriebwerke des Konstruktionsbüros Kusnezow aus Samara, die ursprünglich für die erste und zweite Stufe der Trägerrakete N1 im Rahmen des sowjetischen bemannten Mondprogrammes entwickelt wurden. Die Variante NK-43 erhielt als wesentliche Modifikation eine längere Entspannungsdüse für eine bessere Effizienz in großer Höhe bzw. im Vakuum.

## Entwicklung
Das Triebwerk wurde in den späten 1960er Jahren aus dem bei allen Flugerprobungen der N1 zum Einsatz kommenden NK-15-Triebwerk entwickelt und sollte einen höheren Schub und eine größere Zuverlässigkeit als diese bieten. Daneben wurde die Wiederzündbarkeit erreicht, wodurch alle ausgelieferten Triebwerke umfangreich getestet werden konnten. Für die N1 sollten 30 Triebwerke NK-33 in der Erststufe und acht NK-43 in der Zweitstufe eingesetzt werden. Die Triebwerke standen erst 1974 zum Einsatz bereit, wurden aber wegen des Programmabbruchs nie verwendet. Insgesamt wurden 208 NK-33 und 42 NK-43 Triebwerke gebaut, von denen etwa 150 zur Lagerung einbehalten wurden.
Die Triebwerke sind noch immer sehr fortschrittlich, da sie für die N1 das Maximum an Schub erreichen mussten. Sie arbeiten mit einem sehr hohen Brennkammerdruck, regenerativer Kühlung und im Hauptstromverfahren, wobei die Treibstoffförderturbinen durch ein in einer Vorbrennkammer erzeugtes Arbeitsgas (staged combustion cycle) angetrieben werden. Dieses Verfahren wird nur selten (zum Beispiel in den Haupttriebwerken des Space Shuttle) angewendet, da die heißen sauerstoffreichen Abgase der Vorbrennkammer Metall angreifen und so die Hauptbrennkammer und die Düse beschädigen können. Dieses Problem wurde jedoch von den sowjetischen Ingenieuren gelöst, wie Tests mit langer Brenndauer Ende der 1970er Jahre zeigten. Die Triebwerke sind im Bereich von 55 bis 104 % des Nominalschubes regelbar, indem der Sauerstoffüberschuss bei der Verbrennung geändert wird. Die Variante NK-43 (11D112 bzw. AJ26-60) wurde (ähnlich wie das NK-15W) als modifizierte Oberstufenvariante mit wesentlich verlängerter Düse (Anpassung an das Vakuum) und damit höherem Schub und besserem spezifischen Impuls projektiert.

## Einsatz
Nikolai Dmitrijewitsch Kusnezow schlug die Triebwerke Mitte der 1970er Jahre für die Erststufe der Proton und später auch für die Zenit-Rakete vor. Dies wurde jedoch nie verwirklicht.
Gegen Ende der 1990er Jahre wurden die seit Jahrzehnten eingelagerten Triebwerke US-Firmen zum Kauf angeboten und seitdem in die USA exportiert. Ursprünglich sollten sie bei der Kistler K-1 zum Einsatz kommen. Die Firma Kistler kaufte 58 der noch vorhandenen Triebwerke NK-33 bzw. 18 NK-43 für 440 Mio. US-Dollar und ließ diese durch die Firma Aerojet modifizieren (zum Teil schwenkbar, Austausch der Gummiteile, neue Elektronik). Die modifizierten Triebwerke heißen AJ26-58 oder 59 (NK-33) bzw. AJ26-60 (NK-43). Zu einem Einsatz der Triebwerke kam es bei Kistler aufgrund der Insolvenz der Firma im Jahr 2010 jedoch nicht mehr.
Die Triebwerke wurden dann in der Erststufe der kommerziellen amerikanischen Trägerrakete Antares als AJ26-62 eingesetzt. Der erfolgreiche Jungfernflug der Antares-Rakete fand am 21. April 2013 statt. Nachdem die Entwicklung der N1-Rakete in der Sowjetunion abgebrochen wurde, bevor es zu einem Flug der NK-33-Triebwerke in der N1F kam, stellt dies den ersten Einsatz dieser Triebwerke dar. Nach einem Fehlstart wegen Triebwerksversagens am 28. Oktober 2014 wechselte der Antares-Hersteller auf den russischen Triebwerkstyp RD-181.
In Russland gibt es seit längerem Bestrebungen, die NK-33-Triebwerke in modernisierten Sojus-Raketen (Sojus-2.1w, Sojus-2.3, sowie Sojus-3) einzusetzen. Der erste Flug einer Sojus-2.1w mit einem NK-33-Triebwerk in der Startstufe fand erfolgreich am 28. Dezember 2013 statt.

## Technische Daten
| Name                        | NK-33       | NK-43       |
| --------------------------- | ----------- | ----------- |
| Schub (Meereshöhe)          | 1505 kN     | —           |
| Schub (Vakuum)              | 1638 kN     | 1750 kN     |
| Masse                       | 1235 kg     | 1473 kg     |
| Länge                       | 3,7 m       | 5,0 m       |
| Durchmesser                 | 2,0 m       | 2,5 m       |
| Treibstoff                  | LOX/Kerosin | LOX/Kerosin |
| Mischungsverhältnis         | 2,6:1       | 2,6:1       |
| Brennkammerdruck            | 145 bar     | 145 bar     |
| spezifischer Impuls         | 297s        | 346s        |
| Düsenentspannungsverhältnis | 27:1        | 80:1        |